# 매치스틱 맨
《매치스틱 맨》(영어: Matchstick Men)은 2003년에 개봉한 미국의 블랙 코미디 범죄 영화이다. 리들리 스콧이 연출하였고, 에릭 가르시아가 2002년에 출간한 동명 소설이 원작이다. 니컬러스 케이지, 샘 록웰, 앨리슨 로먼 등이 출연하였다.

## 줄거리
로이 월러는 심각한 투레트 증후군과 강박 장애를 앓고 있는 로스앤젤레스 사기꾼이다. 로이는 파트너이자 제자인 프랭크 머서와 함께 값비싼 정수기를 팔아넘기는 소소한 단기 신용 사기를 벌이며 살아가고 있다. 어느 날 실수로 약통을 싱크대에 떨어뜨려 남은 약을 전부 하수구로 흘려보낸 로이는 담당 의사가 동네에서 튄 것을 알게 되고, 이로 인해 심한 공황 발작을 겪는다. 프랭크는 이런 로이에게 정신과 의사 해리스 클라인을 소개한다.
클라인은 로이에게 약을 처방하고, 치료 과정에서 로이는 이혼 당시 임신 중이었던 전처 헤더와의 관계를 회상한다. 클라인은 로이의 요청으로 헤더에게 대신 연락을 한 뒤 로이에게 14살이 된 딸 앤절라가 있다는 것을 알려준다. 앤절라를 만나면서 활력을 되찾은 로이는 프랭크와 함께 거액 장기 사기를 계획한다. 이들의 목표는 거만한 사업가 척 프리솃이며, 이른바 '비둘기 적하' 수법을 써먹기로 한다.
주말 동안 로이의 집에 머물게 된 앤절라는 로이가 삶을 돌아보게 만든다. 함께 저녁 식사를 하던 중 로이는 자신이 사기꾼임을 고백하며 앤절라에게 사기를 가르친다. 둘은 빨래방에서 만난 한 중년 여성을 속여 복권에 당첨된 것으로 믿게 만든다. 여성은 앤절라에게 당첨금의 반에 해당하는 금액을 나누어주지만, 로이는 결국 앤절라가 여성에게 돈을 돌려주게 한다.
로이가 앤절라와 볼링을 치던 중 프랭크가 척의 케이맨 제도 비행 일정이 그날로 앞당겨졌다는 소식을 전한다. 로이는 급히 사기 작전을 시작하고, 앤절라를 시켜 척의 주의을 돌리게 한다. 하지만 사기가 성공한 뒤 척은 뒤늦게 속은 것을 알고 이들을 추격한다. 이후 로이는 앤절라가 일 년 전에 체포된 적이 있다는 사실을 알게 되고, 앤절라에게 더 이상 연락하지 말라고 한다.
앤절라가 떠난 후 로이는 다시 불안 증세에 시달리고, 클라인이 처방해준 약이 위약이었다는 것을 알게 된다. 로이는 앤절라를 필요로 하지만, 그러려면 자신의 삶을 바꿔야 한다는 것을 깨닫는다. 로이는 앤절라에게 연락해 화해한다.
로이와 앤절라가 밖에서 저녁 식사를 하고 돌아오자 프랭크를 흠씬 두들겨팬 척이 총을 들고 이들을 기다리고 있다. 앤절라가 척을 쏘고, 로이는 앤절라와 프랭크를 도피시킨다. 로이가 척을 살피던 중 척이 갑자기 깨어나 로이를 기절시킨다.
병원에서 깨어난 로이는 경찰로부터 척이 사망했으며, 프랭크와 앤절라는 도망쳤다는 얘기를 듣는다. 클라인이 방문하자 로이는 안전 금고 비밀 번호를 알려주며 앤절라를 찾으면 전해주라고 부탁한다. 곧 로이는 경찰, 병원, 그리고 클라인 모두 가짜였다는 사실을 알게 된다. 프랭크는 편지를 통해 자신이 로이를 상대로 장기 사기를 쳤음을 밝힌다. 로이는 앤절라를 찾으려고 헤더에게 갔다가, 헤더가 과거 임신했던 아기를 유산했고 자신이 딸이라고 믿었던 앤절라는 프랭크의 공범이었다는 충격적인 진실을 알게 된다.
1년 후. 로이는 카페트 가게에서 정직한 영업 사원으로 살아가고 있다. 어느 날 앤절라와 남자친구가 가게를 방문한다. 로이는 앤절라를 용서하고, 앤절라는 프랭크에게서 본인 몫을 받지 못했고 로이에게 친 사기가 자신이 친 유일한 사기였다고 밝힌다. 앤절라는 로이에게 진짜 이름을 알려줄지 물어보지만, 로이는 이미 알고 있다고 답한다. 앤절라는 로이에게 "다음에 봐요, 아빠"라고 말하며 떠나고, 로이는 임신한 새 아내가 있는 집으로 돌아간다.

## 출연진
- 니컬러스 케이지 - 로이 월러 역
- 샘 록웰 - 프랭크 머서 역
- 앨리슨 로먼 - 앤절라 역
- 브루스 올트먼 - 해리스 클라인 의사 역
- 브루스 맥길 - 척 프리솃 역
- 실라 켈리 - 캐시 역
- 베스 그랜트 - 빨래방의 여성 역
- 멀로라 월터스 - 헤더 역 (크레디트 미기재)
- 제니 오하라 - 셰이퍼 부인 역
- 스티브 이스틴 - 셰이퍼 씨 역
- 프랜 크랜즈 - 슬래커 남자친구 역
- 팀 켈러허 - 비숍 역
- 팀 매큘런 - 약사 2 역
- 히아니나 파시오 - 은행 창구 직원 역
- 소니아 에디 - 주차장 출납원 역

## 우리말 녹음
SBS 성우진 (2008년 12월 28일)
- 성완경 - 로이 윌러(니컬러스 케이지)
- 구자형 - 프랭크(샘 록웰)
- 정미숙 - 앤절라(앨리슨 로먼)
- 이근욱 - 클라인(브루스 올트먼)
- 장광 - 프리솃(브루스 맥길)
- 최문자 - 캐럴린(제니 오하라)
- 문관일 - 셰이퍼(스티브 이스틴)
- 이진화 - 빨래방의 여성(베스 그랜트) / 로이의 아내(멀로라 월터스)
- 손정아 - 캐시(실라 켈리)
- 김강산 - 경찰(팀 켈러허)
- 조진숙 - 가구점 매니저(모네이 마이클) / 전화 음성 / 공항 안내 방송
- 손선근 - 경찰(나이절 기브스)
- 오수경 - 은행 직원(히아니나 파시오) / 전화 음성
- 임채헌 - 앤절라의 남친(프랜 크랜즈)

SBS 제작진
- 번역 - 김희영
- 연출 - 김재영